# 灘

## 概念
「灘」は日本古来の用字としては海部に用いられたものの一つで、明治時代以前の文献では海部に津、泊、湊、海、潟、灘などの呼称が用いられた。『字鏡』によると「灘」は「わたりぜ」または「かた」と訓しており本来は波の荒い水域を意味している。
ただし、「灘」には鹿島灘や熊野灘のように沿岸の水域という意味で用いられていると考えられている場合もある。また、「灘」は瀬戸内海では航行水面の呼称として用いられてきたと考えられている。
「灘」は海象や気象などから経験的に大まかにつけられた呼び名で、それぞれの海域には明確な境界線があるわけではない。漁業統計や環境調査などで「湾」や「灘」の海域区分が行われる場合でも資料ごとに範囲が大きく異なる場合がある（水産庁漁業調整事務所資料、環境省「自然環境保全基礎調査」など）。
なお、1950年まで水路誌など公的資料では「和泉灘」と称されていた大阪湾のように公的な呼称が変更された例もある。

## 灘の名称を有する海域
海上保安庁の水路図示に記載されている14か所は太字で記載。
- 鹿島灘
- 相模灘
- 遠州灘
- 熊野灘
- 紀州灘
  - 枯木灘
- 播磨灘
- 水島灘
- 備後灘
- 斎灘
- 安芸灘
- 周防灘
- 響灘
- 燧灘
- 伊予灘
- 玄界灘
- 五島灘
  - 角力灘
- 天草灘
- 日向灘
- 七島灘